# سلطة كاريزمية
السلطة الكاريزمية أو الكاريزماتية (بالإنجليزية: Charismatic authority) في مجال علم الاجتماع، هي مفهوم القيادة التنظيمية حيث تُستمد سلطة القائد من الكاريزما (موهبة القيادة) الشخصية لهذا القائد (أي من القدرات الشخصية الخارقة التي يتمتع بها القائد للتأثير في الآخرين). يقارن عالم الاجتماع ماكس فيبر، في التصنيف الثلاثي للسلطة، السلطة الكريزماتية (الشخصية، البطولة، القيادة، الدين) مع نوعين آخرين من السلطة هما: (1) السلطة القانونية العقلانية (القانون الحديث، الدولة ذات السيادة، البيروقراطية «وهى القواعد واللوائح والقوانين المعمول بها في الدولة»)، (2) السلطة التقليدية (الأبوية، الميراثية «أي الموروثات من مُعتقدات وعادات وأعراف ومكانة موروثة»، الإقطاعية).
ازدادت معرفة المجتمعات المسيحية، في القرن الأول بعد الميلاد، لكلمة كاريزما، ذات الأصل الإغريقي القديم، من خلال رسائل بولس، والتي أفادت الكلمة فيها معنى موهبة ذا أصل إلهي عكست السلطة الإلهية التي امتلكها قادة الكنيسة الأوائل. طور فيبر المصطلح اللاهوتي ومفهوم الكاريزما إلى مصطلح علماني للدراسة الاجتماعية للمؤسسات. من بين المصطلحات المشتقة من كلمة كاريزما، نجد مصطلح الهيمنة الكاريزمية والقيادة الكاريزمية.

## الخلافة الكاريزمية
ولأن السلطة تتركز في يد زعيم واحد، فإن وفاة الزعيم الكاريزماتي قد تمثل تدميرًا للحكومة ما لم تُتخّذ تدابير مسبقة. يمكن للمجتمع الذي يتعرض لأزمة نهاية حياة زعيمه الكاريزماتي أن يختار الانتقال إلى شكل آخر من أشكال القيادة أو نقل السلطة الكاريزمية إلى زعيم آخر عن طريق الخلافة.
إن طرق الخلافة، وفقًا لماكس فيبر هي: البحث، الوحي، التكليف من قبل القائد الأصلي، التكليف من قبل الموظفين المؤهلين، الكاريزما المتوارثة، كاريزما المنصب. هذه هي الطرق المختلفة التي يمكن للفرد والمجتمع من خلالها أن يجدوا وسيلة للحفاظ على الطاقة المميزة والطبيعة الكاريزمية الموجودة في قيادتهم.

### البحث
«(يجري) البحث عن زعيم كاريزماتي جديد على أساس الصفات التي تؤهله لشغل هذا المنصب في السلطة.» إن خير مثال لطريقة البحث هذه هو البحث عن الدالاي لاما الجديد (وهو القائد الديني الأعلى للبوذيين التبتيين). «حيث تتمثل في البحث عن طفل يتمتع بخصائص يمكن تفسيرها على أنها تناسخ روح بوذا.» تُعد عملية البحث هذه مثالًا على الطريقة التي يمكن من خلالها إجبار القائد الكاريزمي الأصلي على «الاستمرار في العيش» عبر بديل.

### الوحي
«في هذه الحالة تعتمد الشرعية السياسية للقائد الجديد على شرعية أسلوب الاختيار». إن أسلوب الاختيار هو الطريقة التى تتم بها عملية الاختيار. كان من المعتقد في العصور القديمة أن الكهنة (وسطاء الوحي) لديهم إمكانية الوصول إلى «الحكم الإلهي»، وبالتالي، كان يُنظر إلى أسلوبهم في الاختيار على أنه يتمتع بالشرعية السياسية. كان اختيارهم مفعمًا بالسلطة الكاريزمية، تلك التي جاءت بتأييد من وسطاء الوحي.

### التكليف من قبل القائد الأصلي
يُنظر إلى صاحب السلطة الكاريزمية الأصلي في هذا النمط على أنه قد نقل سلطته إلى شخص آخر. ومن الأمثلة على ذلك ادعاء جوزيف ستالين بأن فلاديمير لينين قد عينه ليكون خليفته؛ أي زعيمًا لاتحاد الجمهوريات الاشتراكية السوفيتية. وبقدر ما صدق الناس هذا الادعاء، حصل ستالين على سلطة لينين الكاريزمية.

### التكليف من قبل الموظفين المؤهلين
«إن الخليفة (يمكن تعيينه) من خلال الموظفين الإداريين المؤهلين كاريزميًا. لا ينبغي تفسير هذه العملية على أنها «انتخاب» أو «ترشيح»، فهى لا يجري حسمها بمجرد تصويت الأغلبية، حيث إن الإجماع (يكون) مطلوبًا في كثير من الأحيان.» ومن الأمثلة على هذا النمط من الخلافة هو المجمع المغلق للكرادلة لاختيار بابا الكنيسة الكاثوليكية الجديد. ويُنظر إلى الكرادلة المشاركين في الاجتماع السري البابوي على أنهم مؤهلون من الناحية الكاريزمية من جانب طوائفهم الكاثوليكية الرومانية، وبالتالي فإن اختيارهم مفعم بالسلطة الكاريزمية.

### الكاريزما المتوارثة
يُمكن النظر إلى الكاريزما على أنها «صفة مميزة تنتقل بالوراثة». إن طريقة الخلافة هذه موجودة في الكاريزما التي يتمتع بها كيم إل سونغ - رئيس كوريا الشمالية - والتي جرى نقلها إلى ابنه كيم جونغ إل. يُعد هذا النوع من الخلافة مهمة صعبة وغالبًا ما يؤدي إلى التحرك نحو السلطة التقليدية وإضفاء الشرعية عليها.

### كاريزما المنصب
«يمكن أن ينتقل مفهوم الكاريزما من حامل للكاريزما إلى آخر عبر الوسائل الطقوسية. وينطوي هذا المفهوم على فكرة انفصال الكاريزما عن فرد معين، ما يجعلها كيانًا موضوعيًا وقابلًا للتحويل». كما يُعتقد أن التكريس الكهنوتي (القداسة الكهنوتية) هو طريقة يتم من خلالها نقل الكاريزما الكهنوتية الخاصة بالتعليم وأداء الواجبات الكهنوتية الأخرى إلى شخص أخر. بهذه الطريقة يرث القساوسة الكاريزما الكهنوتية، ومن ثم ينظر إليهم رعاياهم على أنهم يتمتعون بالسلطة الكاريزمية التي تأتي مع الكهنوت.

## تطبيق نظريات فيبر
حظي نموذج فيبر للقيادة الكاريزمية الذي يفسح المجال أمام إضفاء الصفة المؤسسية على السلطة والنظام السياسي بتأييد العديد من علماء الاجتماع الأكاديميين.

### الحركات الدينية الجديدة
تناقش إيلين باركر، أستاذة علم الاجتماع، ميل الحركات الدينية الجديدة إلى أن يكون لها مؤسسون أو قادة يتمتعون بسلطة كاريزمية كبيرة ويُعتقد أن لديهم قوى أو معرفة خاصة. تقول باركر أن القادة الكاريزميين لا يمكن التنبؤ بما قد يفعلون، ذلك لأنهم غير ملزمين بالتقاليد أو القواعد، وقد يمنحهم أتباعهم الحق في إبداء الرأي حول جميع جوانب حياتهم. تحذر باركر من أنه في هذه الحالات قد يفتقر القائد إلى أية مساءلة، ويطلب من أتباعه الطاعة التي لا جدال فيها، ويشجع على الاعتماد على الحركة للحصول على الموارد المادية والروحية والاجتماعية.
يؤكد جورج دي. كريسيدس، وهو أكاديمي وباحث في الحركات والطوائف الدينية الجديدة، أنه ليس كل الحركات الدينية الجديدة لها قادة كاريزميون، وأن ثمة اختلافات في أساليب الهيمنة بين تلك الحركات التي تمتلك قادة كاريزميين.

## النرجسية
كان لدى لين أوكيس، عالم النفس الأسترالي الذي كتب أطروحة علمية حول الكاريزما، أحد عشر قائدًا يتمتع بشخصية كاريزمية يجتازون اختبارًا نفسيًا، والذي أسماه قائمة التحقق من الصفات، وقد وجد أنهم مجرد أشخاص عاديون تمامًا. وعلى غرار المحلل النفسي هاينز كوهوت، يرى أوكيس أن القادة الكاريزميين يُظهرون سمات النرجسية ويجادل أيضًا بأنهم يظهرون قدرًا غير عادي من الطاقة، مصحوبًا بالوضوح الداخلي الذي لا يعيقه القلق والشعور بالذنب الذي يصيب الكثير من الناس العاديين. إلا أن أوكيس لم يتبع إطار فيبر للسلطة الكاريزمية بشكل كامل.